# Apatura asakurai
Apatura asakurai är en fjärilsart som beskrevs av Nire 1917. Apatura asakurai ingår i släktet Apatura och familjen praktfjärilar. Inga underarter finns listade i Catalogue of Life.